# Tři dny Kondora
Tři dny Kondora (anglicky Three Days of the Condor) je americký filmový špionážně-kriminální thriller z roku 1975 režiséra Sydneyho Pollacka s Robertem Redfordem v hlavní roli. Film byl natočen volně podle námětu z knihy Jamese Gradyho Šest dnů Kondora.
Příběh je zasazen zejména do prostředí dvou amerických velkoměst New Yorku a Washingtonu a líčí události, které následují poté, co se protagonista - civilní pracovník CIA Joseph Turner (krycí jméno „Kondor“) vrátí na pracoviště a nalezne všechny své kolegy zavražděné. Film reaguje na morální rozporuplnost akcí prováděných jistými frakcemi v americké výzvědné službě CIA během 70. let 20. století. Byl nominován na Cenu Akademie v kategorii „nejlepší střih“ (společně Fredric Steinkamp a Don Guidice).

## Děj
Snímek popisuje události, která se odehrály ve speciálním oddělení americké CIA, které pracuje pod krycím označením „Americká literárně-historická společnost“. Její členové jsou civilní osoby, které společně studují a dokumentují všelijakou světovou literaturu, což má za účel odhalit možný únik tajných státních informací a hledat nové doposud nikde nepublikované informace, podněty a nápady. Jedním z nich je i Joseph Turner, který pošle zprávu svému řídícímu středisku CIA ohledně jisté detektivky, která byla přeložena pouze do některých jazyků (např. do turečtiny, ale už ne do francouzštiny atd.).
Turner přijíždí na kole do svého zaměstnání a očekává odpověď na své hlášení. Naproti na ulici sedí v zaparkovaném automobilu muž a bedlivě sleduje, kdo vchází dovnitř. Projde si fotografie, nalezne na ní Josepha Turnera a odškrtne si ho ze seznamu. Mimořádná událost nastane v okamžiku, kdy Turner odejde zadním vchodem do nedalekého bistra nakoupit spolupracovníkům svačinu. Do sídla „Americké literárně-historické společnosti“ vtrhne skupina ozbrojených mužů vedená alsaským nájemným vrahem později identifikovaným jako Joubert. Když se po chvíli Turner vrátí, dveře (které mají být ovládané elektronickým vrátným s kamerovým systémem) jsou pootevřené. Turner najde všechny společníky postřílené. I on měl být mezi nimi, přežil jen díky tomu, že použil zadní vchod (vrazi čekali, až bude celá skupina uvnitř). Vezme si ze šuplíku pistoli a vyjde ven. Nervózně se rozhlíží po ulici, nemůže vědět, jestli na něj vrahové ještě nečekají. Najde telefonní budku, zavolá na smluvené číslo a ohlásí, co se stalo. Operátor mu sdělí, aby se ohlásil za dvě hodiny. Turner jde mezitím navštívit svého kolegu Heideggera. Dveře od jeho bytu jsou opět pootevřené a Heidegger leží na posteli zastřelený. Joseph si uvědomí, že je ve vážném nebezpečí, nemůže nikomu věřit. Na schodišti zahlédne muže, kteří jdou nahoru. Ukryje se před nimi. Vrací se domů (přestože dostal instrukce, aby to nedělal) a před vchodem jej osloví sousedka. Prozradí mu, že na něj už čekají nějací přátelé, údajně mají jeho klíče. Turner dovnitř nejde. Když opět telefonuje s velitelstvím (konkrétně s agentem Higginsem), je nedůvěřivý. Souhlasí se schůzkou, když mu Higgins na radu přítomného nadřízeného agenta Wickse navrhne, že se někdo od nich dostaví s člověkem, kterého Turner zná. V osobní složce má Turner uvedeno, že se přátelí se Samem Barberem z oddělení statistiky. Je to však past, agent Wicks se pokusí Turnera zastřelit, což se mu nepodaří. Naopak jej Turner postřelí. Agent pak zastřelí Sama Barbera.
Joseph Turner poté unese autem ženu, fotografku Kathy Hale do jejího bytu v Brooklyn Heights. Pokouší se srovnat si myšlenky. Kathy měla přijet na hory za svým přítelem a i když ji Joseph drží v zajetí, začne s ním sympatizovat a později spolupracovat. Nájemný vrah Joubert mezitím kráčí ulicí s mužem později identifikovaným jako Leonard Atwood, zadavatelem zakázky. Joubert jej informuje, že Turner je amatér a bude brzy nalezen. Zároveň mu nabízí, že kvůli vzniklým komplikacím (s Turnerem) pro něj zdarma zabije Wickse, který leží v nemocnici poté, co jej Turner postřelil.
Joseph sváže Kathy a jede jejím autem do bytu své přítelkyně. On i ona měli večer schůzku se Samem a jeho přítelkyní, Turner ji varuje, že se musí okamžitě ukrýt. Není čas na vysvětlování a tak ji tlačí do výtahu. To už jej sleduje Joubert, který poté jede výtahem s Turnerem. Štvaný muž tuší, že jde o najatého člověka a snaží se být opatrný. Když má vyjít ven, ví, že na něj může čekat kulka. Nabídne skupince lidí několik dolarů, aby jej doprovodili k zaparkovanému autu. Joubert je skutečně připravený s puškou se zaměřovačem, ale nemůže střílet, Turner to udělal chytře. Joubert ho nemůže zacílit. Joseph nastartuje Kathyin vůz a rychle odjíždí pryč, alsaský střelec si stihne poznačit SPZ jeho auta: 37B-HFN (NEW YORK).
Turner se vrací do bytu Kathy a rozváže ji. Fotografku přitahuje jeho přímost a to, že je v nouzi. Večer se s ním sblíží a společně usnou. Ráno ji Joseph požádá o pomoc a Kathy mu ji slíbí. Když odejde do sprchy, u dveří zvoní pošťák se zásilkou. Je to další agent pověřený zlikvidovat Turnera. Dojde k souboji, během něhož jej Turner zastřelí.
Turner přejde do protiútoku. S pomocí Kathy vyláká a unese Higginse. Ten mu prozradí, že najatým mužem je Joubert, který občas plní pro „firmu“ zakázky. Turner ví, že celá záležitost začala v momentě, kdy upozornil na podezřelou knihu. Byla to stopa zpravodajské sítě, o které velitelství CIA nic nevědělo. Musí to mít souvislost, někdo se bojí, aby se věc nedostala ven. Turner vysloví domněnku, že je to síť „firmy“, která funguje mimo veškeré pravomoci a kontrolu („stát ve státě“). Chce po Higginsovi, aby jej dostal dovnitř. Agent nesouhlasí, pokud je Turnerova domněnka správná, neprospělo by to. Turner jej propouští se slovy, že když bude potřebovat, najde si ho.
Turner odhalí, že pošťákem byl bývalý mariňák a agent CIA William Lloyd, který spolupracoval na zakázkách s Joubertem. Na ulici ukradne spojařům brašnu s výbavou a podle klíče, který měl pošťák u sebe najde hotel, v němž je ubytovaný Joubert. Napíchne se na telefonní síť a zavolá Joubertovi, aby ho vyprovokoval ke kontaktu s jeho zadavatelem. Poté odposlechne číslo, na které nájemný vrah volá a podle něj si zjistí adresu volané osoby. Zadavatelem a mozkem komplotu je Higginsův nadřízený operační ředitel oddělení CIA Leonard Atwood. Mezitím Higgins s pomocí počítače také odhalí souvislost mezi Lloydem a Joubertem.
Turner se vkrade do telefonní společnosti New York Telephone a zavolá do CIA. Sdělí Higginsovi, že Joubert se nachází v hotelu Holiday Inn na pokoji č. 819. Chce vědět, kdo je Leonard Atwood. Atwood sedí zrovna vedle Higginse, který na otázku dlouho neodpovídá. Turnerovi je to jasné. CIA nemůže jeho hovor zaměřit, protože Joseph využil svých zkušeností (pracoval u telefonní společnosti) a propojil vzájemně mnoho hovorů. Poté se rozloučí s Kathy (která jede do Vermontu) a jde si vyřídit účty s Atwoodem (jehož adresu si zjistil, když mu volal Joubert). Zajme ho v jeho domě a nutí jej přiznat, co stálo za zavražděním jeho přátel z literárního klubu. Na otázku si odpoví sám, uvědomí si, že je za tím snaha o kontrolu ropných polí na Blízkém východě.
V Atwoodově bytě jej však překvapí Joubert, který ho tady očekával. Ten však nezastřelí jeho, ale Leonarda Atwooda. Kontrakt byl změněn, Joubert byl dříve najat, aby zabil Turnera, ale nyní se po odhalední stal Atwood nepohodlným pro jeho nadřízené a Joubert má zlikvidovat jeho. Turner je v úžasu, že je nyní Joubert na stejné straně jako on. Joubert mu doporučuje odjezd do Evropy, kde by se např. mohl stát nájemným vrahem. Ale Turner chce zůstat v New Yorku. Joubert jej varuje, že CIA se jej může opět pokusit zabít.
Joseph Turner odjíždí do New Yorku a setkává se na rušné ulici s Higginsem. Higgins brání plán na převzetí kontroly nad ropnými poli. Udává důvod, že v budoucnu nastane krize, kdy se ekonomika zadrhne a bude potřeba zajistit energetické zdroje. Turner to považuje za „dravčí morálku“ a oznámí mu, že vše, co věděl oznámil tisku (společně nenápadně došli k budově The New York Times - to byl Josephův záměr). Higgins je v prvních momentech šokovaný a pak se jej zeptá, jestli mu to noviny otisknou. Turner odchází pryč.

## Herecké obsazení
- Robert Redford jako Joseph Turner („Kondor“)[4]
- Faye Dunawayová jako Kathy Hale, fotografka
- Cliff Robertson jako J. Higgins, nadřízený Turnera
- Max von Sydow jako nájemný vrah G. Joubert
- John Houseman jako Wabash
- Addison Powell jako Leonard Atwood, ředitel oddělení v CIA, nadřízený Higginse
- Tina Chen jako Janice Chon
- Hank Garrett jako pošťák (agent William Lloyd)
- Carlin Glynn jako Mae Barber
- Patrick Gorman jako Martin
- Russell Johnson jako zpravodajský důstojník
- Michael Kane jako S.W. Wicks
- Walter McGinn jako Sam Barber, přítel Josepha
- Don McHenry jako Dr. Ferdinand Lappe
- Michael B. Miller jako Fowler
- Dino Narizzano jako Harold
- Jess Osuna jako Major
- Helen Stenborg jako paní Edwina Russellová
- Hansford Rowe jako Jennings
- Arthur French jako kurýr
- Jay Devlin jako vysoký štíhlý muž
- Frank Savino jako Jimmy
- Robert Phalen jako Newberry
- John Randolph Jones jako statný muž
- Garrison Phillips jako Hutton
- Lee Steele jako Heidegger
- Ed Crowley
- John Connell jako reportér TV
- Norman Bush jako Alice Lieutenant
- James Keane jako prodavač v obchodě
- Ed Setrakian jako zákazník
- Myron Natwick
- Michael Prince
- Dorothi Fox jako zdravotní sestra
- Carol Gustafson
- Sal Schillizzi jako zámečník
- Harmon William jako agent CIA
- David Bowman jako spojař
- Eileen Gordon jako recepční v budově CIA
- Robert Dahdah jako Santa Claus

## Soundtrack
Hudbu zkomponoval Dave Grusin (pokud není uvedeno jinak).
| 3 Days of the Condor:Original Motion Picture Soundtrack | 3 Days of the Condor:Original Motion Picture Soundtrack                                                                            | 3 Days of the Condor:Original Motion Picture Soundtrack |
| Pořadí                                                  | Název | Délka                                                   |
| ------------------------------------------------------- | --- | ------------------------------------------------------- |
| 1.                                                      | Condor! (Theme from 3 Days of the Condor)                                                                                          | 3:35                                                    |
| 2.                                                      | Yellow Panic | 2:15                                                    |
| 3.                                                      | Flight of the Condor | 2:25                                                    |
| 4.                                                      | We'll Bring You Home | 2:24                                                    |
| 5.                                                      | Out to Lunch | 2:00                                                    |
| 6.                                                      | Goodbye for Kathy (Love Theme from 3 Days of the Condor)                                                                           | 2:16                                                    |
| 7.                                                      | I've Got You Where I Want You (napsal Grusin/Bahler; vokál Jim Gilstrap)                                                           | 3:12                                                    |
| 8.                                                      | Flashback to Terror | 2:24                                                    |
| 9.                                                      | Sing Along with the C.I.A. | 1:34                                                    |
| 10.                                                     | Spies of a Feather, Flocking Together (Love Theme from 3 Days of the Condor)                                                       | 1:55                                                    |
| 11.                                                     | Silver Bells (napsal Livingstone/Evans; vokál: Marti McCall)                                                                       | 2:37                                                    |
| 12.                                                     | Medley: a) Condor! (Theme) / b) I've Got You Where I Want You (a) složil Dave Grusin; b) napsal Grusin/Bahler; vokál Jim Gilstrap) | 1:57                                                    |
| Celková délka:                                          | Celková délka: | 28:34                                                   |

## Ocenění
Obdržené ceny 
- Cartagena Film Festival: cena Golden India Catalina - nejlepší herec (Max von Sydow); 1976.
- David di Donatello Awards: cena Special David; Sydney Pollack - režie; 1976.
- Edgar Allan Poe Awards: cena Edgar; nejlepší film - Lorenzo Semple Jr., David Rayfiel; 1976.
- Kansas City Film Critics Circle Awards: cena KCFCC; nejlepší herec ve vedlejší roli - Max von Sydow; 1976.
- Motion Picture Sound Editors: cena Golden Reel; nejlepší zvuk - zvukové efekty; 1976.

Nominace 
- Cena Akademie: Oscar; nejlepší střih - Fredric Steinkamp a Don Guidice; 1976.
- Cartagena Film Festival: cena Golden India Catalina; nejlepší film - Sydney Pollack; 1976.
- Zlatý glóbus: cena Zlatý glóbus; nejlepší herečka - drama, Faye Dunawayová; 1976.
- Grammy Award: cena Grammy; nejlepší filmová hudba - Dave Grusin; 1977.

## Poznámka
Ve scéně, kdy Atwood kráčí s Joubertem po noční ulici a baví se o zlikvidování cílových osob, hraje v pozadí melodie známé vánoční koledy Tichá noc.